# Bolesław Drewiński
Bolesław Juliusz Drewiński (ur. 2 kwietnia 1895 w Sanoku, zm. 1936) – podporucznik rezerwy żandarmerii Wojska Polskiego, komisarz Policji Państwowej.

## Życiorys
Bolesław Juliusz Drewiński urodził się 2 kwietnia 1895 w Sanoku. Był wnukiem Szymona Drewińskiego (przybyły do Galicji po 1831 z obszaru zaboru rosyjskiego, radny miejski w Sanoku) i Klary z domu Witowskiej (wzgl. Klarysa, wdowa pochodząca z ziemiańskiego rodu Rylskich, posiadających majątki Berezka i Hoczew, córka Emila Rylskiego, właściciela Hoczwi), synem dr. Maurycego Drewińskiego (lekarz w Sanoku) i pochodzącej z Transylwanii Bolesławy z domu Kronstein (zm. 21 maja 1895 w wieku 28 lat). Był bratankiem Teodozji Drewińskiej, nauczycielki. Jego rodzicami chrzestnymi w 1896 zostali lekarz dr Tytus Lemer i ciotka Sabina Drewińska.
W 1909 ukończył III klasę w C. K. Gimnazjum w Sanoku. Uczestniczył w walkach podczas I wojny światowej, za co otrzymał odznaczenia. W Wojsku Polskim został awansowany na stopień podporucznika rezerwy żandarmerii ze starszeństwem z 1 lipca 1925. Został funkcjonariuszem Policji Państwowej, w 1920 był w stopniu podkomisarza. Od 1932 pełnił stanowisko komendanta powiatowego PP w Brzozowie. Za służbę w PP był odznaczany. Według stanu ewidencyjnego opublikowanego w 1934 jako podporucznik rezerwy WP był przydzielony do Oficerskiej Kadry Okręgowej nr X w Przemyślu jako oficer Żandarmerii Korpusu Oficerów w grupie pełniących służbę w Policji Państwowej w stopniu oficerów P.P. i pozostawał wówczas w ewidencji Powiatowej Komendy Uzupełnień Przemyśl.
W trwającym od 18 do 26 września 1933 przed Sądem Okręgowym w Sanoku procesie karnym został oskarżony o nakłanianie wywiadowcy policyjnego Stefana Stankiewicza do usiłowania zabójstwa działacza narodowego mjr. Władysława Owoca, skutkującego dokonaniem zabójstwa aktywisty narodowego Jana Chudzika, który poniósł śmierć w wyniku zamachu na pierwotnie zamierzoną ofiarę w dniu 14 maja 1933 w Brzozowie. W toku planowania zamachu na mjr. Owoca komisarz Drewiński miał zapewniać Stankiewicza, iż po uśmierceniu Owoca w jakikolwiek sposób, sprawa nie zostanie wyjaśniona w wyniku śledztwa policyjnego. Przed sądem Drewiński nie przyznał się do winy, a w złożonych wyjaśnieniach stwierdził, iż wydał Stankiewiczowi polecenie unieszkodliwienia Owoca, lecz pod względem politycznym, a nie miał na myśli pozbawienia go życia. Podobne polecenie miał otrzymać od Drewińskiego równolegle przodownik PP Kasowski. W przeciwieństwie do opisanej wersji Stankiewicz obarczył Drewińskiego wydaniem zlecenia dokonania zabójstwa Owoca. W wyniku ustaleń sądu stwierdzono, że bezpośredni sprawca czynu, Roman Jajko, otrzymał zapewnienie od Stankiewicza, że dokonane zabójstwo pozostanie bezkarne, gdyż ma być dokonane z polecenia komendanta powiatowego PP w Brzozowie, Drewińskiego. Wyrokiem sądu w Sanoku Drewiński został skazany na karę 5 lat pozbawienia wolności bez zawieszenia. Obrońcą Drewińskiego w procesie był Marian Konstanty Głuszkiewicz, który po ogłoszeniu wyroku zapowiedział złożenie wniosku o kasację. W styczniu 1934 Sąd Najwyższy pod przewodnictwem Jana Grzegorza Rzymowskiego oddalił skargę kasacyjną dotyczącą wyroku na Drewińskiego. W ocenie sądu był on moralnym sprawcą czynów popełnionych przez Jajkę i Stankiewicza. Po wydaniu wyroku Drewiński został aresztowany (do tego czasu, w odróżnieniu od pozostałych dwóch oskarżonych, odpowiadał przed sądem z wolnej stopy). Jeszcze w 1933 we Lwowie ukazała się publikacja pod pełnym tytułem O mord w Brzozowie. Roman Jajko urzędnik komunalny, Bolesław Drewiński komisarz P.P., Stefan Stankiewicz wywiadowca policyjny, na ławie przysięgłych (sprawozdanie z procesu przed sądem przysięgłych w Sanoku), stanowiąca relację z przebiegu procesu o zabójstwo Jana Chudzika. 2 lipca 1935 został wydalony ze służby w Policji Państwowej w drodze dyscyplinarnej.
Bolesław Drewiński odbywał karę pozbawienia wolności w więzieniu w Łomży. W okresie osadzenia przekazywał swoim krewnym relacje ustne i pisemne, w których zwracał uwagę na podawanie mu zastrzyków, które pogarszają jego stan zdrowia, co było zauważalne dla jego bliskich podczas widzeń w zakładzie karnym. W czasie odbywania kary doszło do incydentu, gdy Drewiński – rozpoznany – został spoliczkowany przez więzionego tamże zwolennika ruchu narodowego. Zmarł w połowie 1936 w więzieniu w Łomży w trakcie odbywania kary. Do śmierci skazanego doszło w trakcie trwającego przewodu apelacyjnego w jego sprawie, zaś w tym czasie zmarł także jego obrońca mec. Głuszkiewicz (według różnych źródeł został otruty bądź zastrzelony w kancelarii). Trumna z ciałem Drewińskiego została opieczętowana wraz wydanym zakazem jej otwarcia. Został pochowany w grobowcu rodziny Lewickich na cmentarzu przy ul. Rymanowskiej w Sanoku.

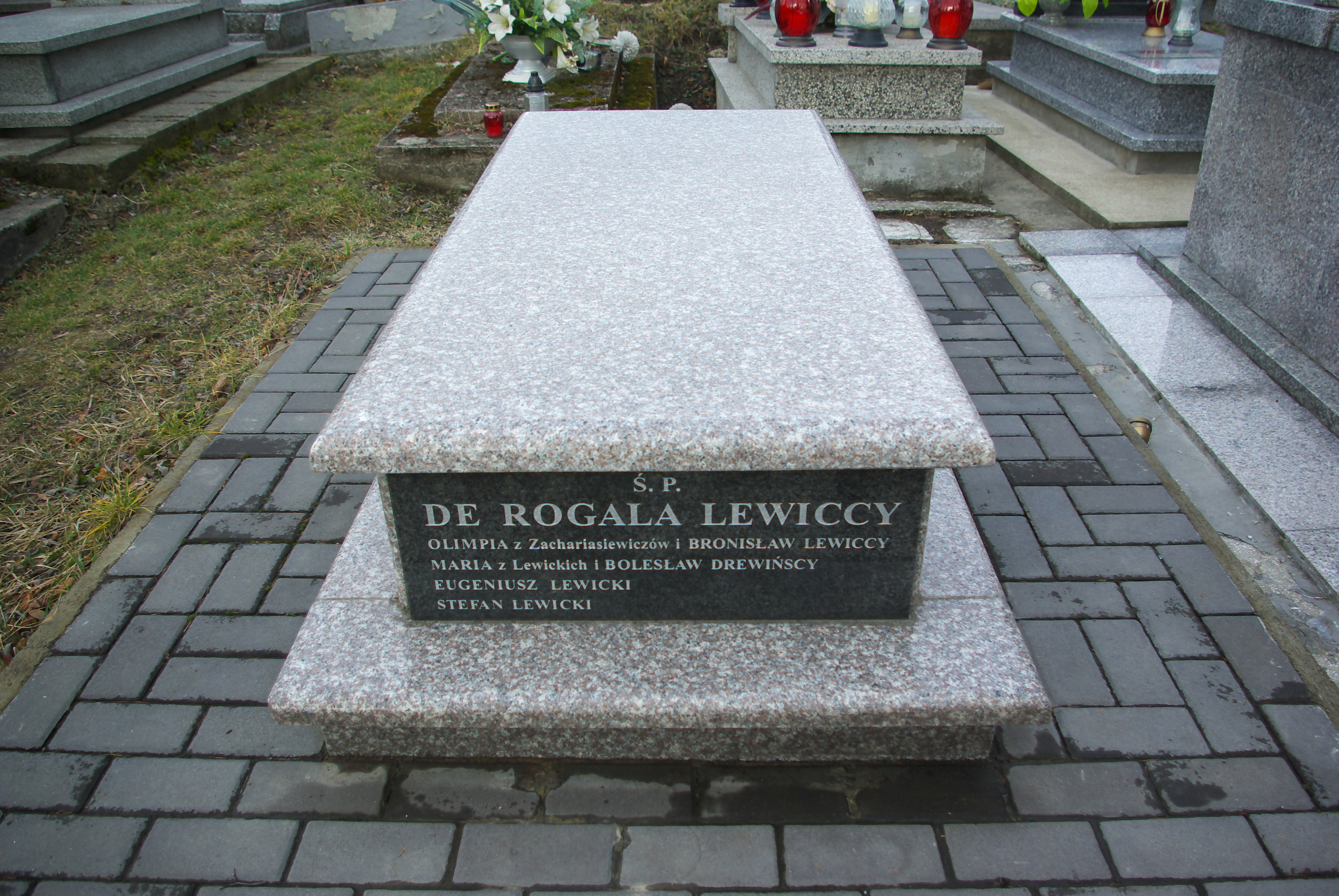
Nagrobek rodziny Lewickich w Sanoku

Rodzeństwem Bolesława Drewińskiego byli: Emil Mieczysław (ur. 30 listopada 1884, zm. 22 sierpnia 1902 na zapalenie opon mózgowo-rdzeniowych), Stanisława Włodzimiera (ur. 2 czerwca 1886, zm. 19 marca 1888 na tyfus), Wanda Aleksandra (ur. 13 października 1887, zm. 3 grudnia 1887), Edward Maurycy Bolesław Franciszek (ur. 1891), Maria Helena (1892-1989, została żoną nauczyciela Stefana Lewickiego, których córką była Ewa, a jej synem jest poeta Janusz Szuber)). 15 sierpnia 1920 jego żoną została Maria Lewicka (ur. 1894, córka c.k. radcy sądowego Bronisława de Rogala Lewickiego i Olimpii Zachariasiewicz, siostra ww. Stefana Lewickiego, który wraz z Franciszkiem Löwym był świadkiem na ich ślubie; po II wojnie światowej Maria Drewińska pracowała jako kancelistka, zm. 1982).
Po latach Janusz Szuber odniósł się do sprawy śmierci swojego wuja, Bolesława Drewińskiego, w wierszu pt. Przedwiośnie 1935, opublikowanym w tomiku poezji pt. Rynek 14/1.